# New-York-Airways-Flug 600
Der New-York-Airways-Flug 600 (Flugnummer: NY600, Funkrufzeichen NEW YORK 600) war ein regionaler Inlandslinienflug der New York Airways vom Pan Am Building Heliport in New York City zum Flughafen New York-Idlewild in New York City. Am 14. Oktober 1963 verunglückte auf diesem Flug ein Hubschrauber des Typs Boeing-Vertol 107-II, nachdem kurz nach dem Start der Hauptrotor durch Materialermüdung gebrochen war. Durch den Unfall wurden alle sechs Insassen des Hubschraubers getötet.

## Hubschrauber
Der verunglückte Helikopter war ein 1962 gebauter Boeing-Vertol 107-II mit der Modellseriennummer 3. Am 1. Juni 1962 wurde der Helikopter an die New York Airways ausgeliefert und von dieser seitdem mit dem Luftfahrzeugkennzeichen N6673D betrieben. Der Hubschrauber hatte im Jahr 1964 einen Gastauftritt in dem Kinofilm Youngblood Hawke (deutscher Titel: Ein Mann kam nach New York) von Delmer Daves. Der mittelschwere Transporthubschrauber mit zwei Hauptrotoren in Tandemkonfiguration war mit zwei Turbinen des Typs General Electric T58-GE-16 ausgestattet. Bis zum Zeitpunkt des Unfalls hatte der Helikopter eine Gesamtbetriebsleistung von 1.861:41 Betriebsstunden absolviert.

## Insassen
Den Flug auf dem betroffenen Flugabschnitt hatten drei Passagiere angetreten. Es befand sich eine dreiköpfige Besatzung an Bord, bestehend aus einem Flugkapitän, einem Ersten Offizier und einer Flugbegleiterin:
- Der 42-jährige Flugkapitän Frank LoTurco war für die Hubschraubertypen Sikorsky S-55, Sikorsky S-58, Vertol 44 und Boeing-Vertol 107 zertifiziert. Er verfügte über 7.850:23 Stunden Flugerfahrung, wovon 1.049:51 Stunden auf die Boeing-Vertol 107-II entfielen.
- Der 37-jährige Erste Offizier Joseph G. Giambatista war für die Hubschraubertypen Vertol 44 und Boeing-Vertol 107 zertifiziert. Seine Flugerfahrung belief sich auf 5.717:48 Flugstunden, hiervon hatte er 853:14 Stunden im Cockpit der Boeing-Vertol 107-II absolviert.
- Die Flugbegleiterin Maria Fourquet wurde im Juni 1962 zur Flugbegleiterin ausgebildet.

## Unfallhergang
Der Hubschrauber, dessen Start um 12:30 Uhr vorgesehen war, startete um 12:33 Uhr vom New York-Idlewild International Airport. Zehn Sekunden nach dem Start empfing die Flugsicherung ein unverständliches Knattergeräusch per Funk. Der Fluglotse beobachtete, wie sich ein Rotorblatt löste und der Hubschrauber aus einer Höhe von etwa 150 Fuß mit dem Heck voran und in einem Rollwinkel von 45 Grad zu Boden stürzte und auseinanderbrach. Bei dem Aufprall und anschließenden Brand starben alle sechs Insassen.

## Ursache
Das Civil Aeronautics Board übernahm nach dem Unfall die Ermittlungen zur Unfallursache. Die Ermittler kamen zu dem Ergebnis, dass der Unfall auf einen Schwingbruch in der mechanischen Welle zurückzuführen war, welche das Drehmoment vom Verteilergetriebe zum hinteren Hauptgetriebe überträgt. Das Materialversagen sei auf eine Verunreinigung der hydraulischen Anlage mit Wasserrückständen zurückzuführen gewesen. Es wurden Metallspäne im Getriebeöl vorgefunden, die zwei Öleinspritzdüsen verstopften, welche zu der betroffenen Welle führten. Daraus konnten die Ermittler schließen, dass das Materialversagen sich aufgrund unzureichender Schmierung ereignet hatte.